# Sønderborgmotorvejen
Sønderborgmotorvejen går fra Motorvejskryds Kliplev ved Sønderjyske Motorvej E45 til Sønderborg-området og slutter ved Alssundbroen og Sønderborg V, hvor vejen fortsætter direkte videre ad motortrafikvej til Sønderborg C-Ø og til det øvrige Als. Motorvejen åbnede d. 31. marts 2012, hvilket er mere end et år tidligere end den oprindelige tidsplan.
Anlægget blev udført som et OPP-projekt (offentligt-privat partnerskab), og projektet blev overtaget fra det tidligere Sønderjyllands Amt. Anlægget var det første OPP-projekt i Danmark. 

## Forløb og anlæg
Vejen er en del af primærrute 8, der går fra Tønder til Nyborg. Den erstatter det tidligere stykke af primærrute 8 fra Tinglev gennem Kruså, Rinkenæs, Egernsund og Broager til Dybbøl, som fremover vil blive nedklassificeret til sekundærrute 401. Motorvejen har en hastighedsbegrænsning på 130 km/t, undtagen ved tilslutningen til motorvej E45 og ved overgangen til motortrafikvej ved Alssundbroen.
Det samlede projekt omfatter følgende delelementer: 
Der er ved den 26 km lange motorvej etableret 7 tilslutningsanlæg, omlagt 18 km kommuneveje, etableret tilslutning til motorvej E45 og etableret 10 over- og underførelser af skærende veje og stier. Projektet indeholder i alt 72 broer og passager, heraf 11 overføringer, 30 underføringer, samt 26 faunarør/paddepassager og 5 foringsrør for gylleledninger. I forbindelse med byggeriet er der flyttet omkring 3,5 mio. m³ jord.
Motorvejens bredde fra yderrabat til yderrabat er 29,0 meter. 
I den 2008 præsenterede naturplan er der planlagt 16 smutveje for blandt andet løvfrøer, tudser og vandsalamandere, og ca. 200 vandhuller.

## OPP
Anlægget af Sønderborgmotorvejen er det første OPP-projekt i Danmark. I det konkrete tilfælde er motorvejen blevet bygget af et konsortium ved navn “Kliplev Motorway Group” (KMG), med den østrigske koncern STRABAG som vigtigste deltager. Udover selve byggeriet skal konsortiet også stå for drift og vedligeholdelse af vejen i 26 år.

## Historie
Allerede ved etableringen af den sønderjyske motorvej i 1970'erne var der taget højde for etablering af et motorvejskryds syd for Aabenraa med henblik på etablering af motorvej til Sønderborg. Det var imidlertid først i 1990'erne at der for alvor kom gang i debatten om en motorvej til Sønderborg. Det var specielt Danfoss og lokalpolitikerne i kommunerne på Als, som talte for en ny motorvej, mens der var en del modstand på Sundeved, hvor man frygtede at en ny motorvej ville komme til at dele Sundeved Kommune i to. 
Siden 1991 har Sønderjyllands Amt arbejdet med undersøgelser af de trafikale problemer og behovet for udbygning af vejforbindelserne til Sønderborg-området. Frem til 1998 var Primærrute 8 og 41 statsveje, og amtsrådet forsøgte at få overbevist Vejdirektoratet og trafikministeren om at der skulle tages fat på at løse de fremtidige problemer. Det lykkedes ikke ret godt. Men straks efter at Sønderjyllands Amt havde overtaget ansvaret for de to statsveje 1. januar 1998 blev regionplanprocessen for at skabe en forbedret vejadgang fra E45 Sønderjyske Motorvej til Sønderborg-området påbegyndt. På baggrund af disse undersøgelser besluttede amtet i april 2001, at der skulle arbejdes videre med tre konkrete løsnings- forslag. En I-løsning med en motorvej fra Sønderborg mod vest til den eksisterende motorvej E45, en Y-løsning der gik fra Sønderborg mod vest, men som delte sig omkring Felsted i en nordvestgående og en sydvestgående del, og endelig en E-løsning der forbedrede det eksisterende vejnet.
Miljø- og Energiministeren gav i september 2001 amtet tilladelse til at iværksætte planlægningen af en motorvej mellem E45 og Sønderborg-området.
På baggrund af de tre løsninger og den udarbejdede miljøvurderingsrapport besluttede amtsrådet i oktober 2003 at pege på I- løsningen. Høringen af regionplantillæg foregik i 2004, og i september 2005 stod det klart, at motorvejsstrækningen mellem Kliplev og Sønderborg skulle anlægges i form af den foreslåede I-løsning. 
Folketinget havde ikke vist stor interesse for at bruge penge på en motorvej til Sønderborg. Resultatet blev at Sønderjyllands Amt besluttede at påtage sig opgaven i stedet. Fra 2001 begyndte amtet at opspar ca. 50 mio. kr. pr. år på amtets budget.  Dermed var det sønderjyderne selv, der begyndte at spare op til motorvejen. De kunne dog hurtigt se, at der skulle nye og kreative ideer til, hvis der for alvor skulle sættes skub i processen. Så tankerne om et Offentligt-Privat Partnerskab (OPP) blev skabt, fordi det kunne fremrykke projektet med flere år.
Normalt er det Vejdirektoratet, som står for anlæg af danske motorveje. Vejdirektoratet finder private entreprenører, som anlægger broer, graver grus og lægger asfalt, men bevarer selv kontrollen. Til sidst finder Vejdirektoratet entreprenører, der står for vedligeholdelsen, når der ellers er penge i kassen.
Med OPP har Vejdirektoratet bestemt, hvor vejen skal gå, hvad der skal være af tilslutningsanlæg. De har også har stået for miljøvurderingen (VVM), og sørget for de arkæologiske undersøgelser. Og de fører tilsyn med byggeriet. Men derfra er alt arbejde, risiko og fortjeneste overladt til et privat firma. Det står for den detaljerede projektering af vejen, vejens udstyr, anlægsmetode og valg af entreprenører samt finansiering og ikke mindst: vedligeholdelsen mange år frem. Ideen er at give entreprenøren en ekstra motivation for at opføre et anlæg, der er nemt og billigt at vedligeholde
Som en følge af beslutningen om at nedlægge amterne, blev der i december 2005 indgået en aftale mellem transport- og energiministeren og amtsborgmesteren om at overdrage projektet fra Sønderjyllands Amt til staten. I denne aftale blev det defineret, at projektet skulle gennemføres som et OPP projekt. Ved ikrafttrædelsen af Strukturreformen i 2007 overtog staten de 234 millioner kroner, som sønderjyderne havde opsparet, og lovede at føre projektet videre, stadig som OPP-projekt.
I slutningen af 2009 vandt Kliplev Motorway Group (KMG) kontrakten om anlæg af ca. 26 km motorvej fra Kliplev til Sønderborg og efterfølgende drift og vedligehold i en periode på 26 år. Den 17. februar 2010 indgik Vejdirektoratet en kontrakt med Kliplev Motorway Group om byggeri og drift af Sønderborgmotorvejen. Allerede den 24. marts 2010 tog transportminister Hans Chr. Schmidt det første spadestik.
Kliplev Motorway Group havde klar økonomisk interesse i at rubbe neglene, da staten først ville udbetale anlægssummen på 2,1 mia. kroner, når transportministeren havde klippet den røde snor over.
Sønderborgmotorvejen blev åbnet lørdag den 31. marts 2012. I weekenden før åbningen var der arrangeret løb og cykelløb på den nye motorvej med over 9.300 deltagere. Selve åbningen blev foretaget af transportminister Henrik Dam Kristensen. Der var planlagt et stort åbningsarrangement ved tilslutningsanlægget nord for Dybbøl, som dog blev noget mindre end planlagt, som følge af kraftig blæst.
Der blev foretaget omkring 50 totalekspropriationer af huse og hele ejendomme og 100 delekspropriationer, hvor der blev afgivet jord til motorvejen. Samtidig skete en meget omfattende jordfordeling mellem landbrugsejendommene blevet gennemført. Der blev også eksproprieret jord til nye adgangsveje, regnvandsbassiner, samkørselspladser, erstatningsnatur, ledelinjer, rørledninger og andre servitutter.